# NGC 6964
NGC 6964 este o galaxie situată în constelația Vărsătorul. A fost descoperită în 12 august 1785 de către William Herschel. Se află la o distanță de 55 de megaparseci de Pământ.